# Królowa Wola (Stare Juchy)

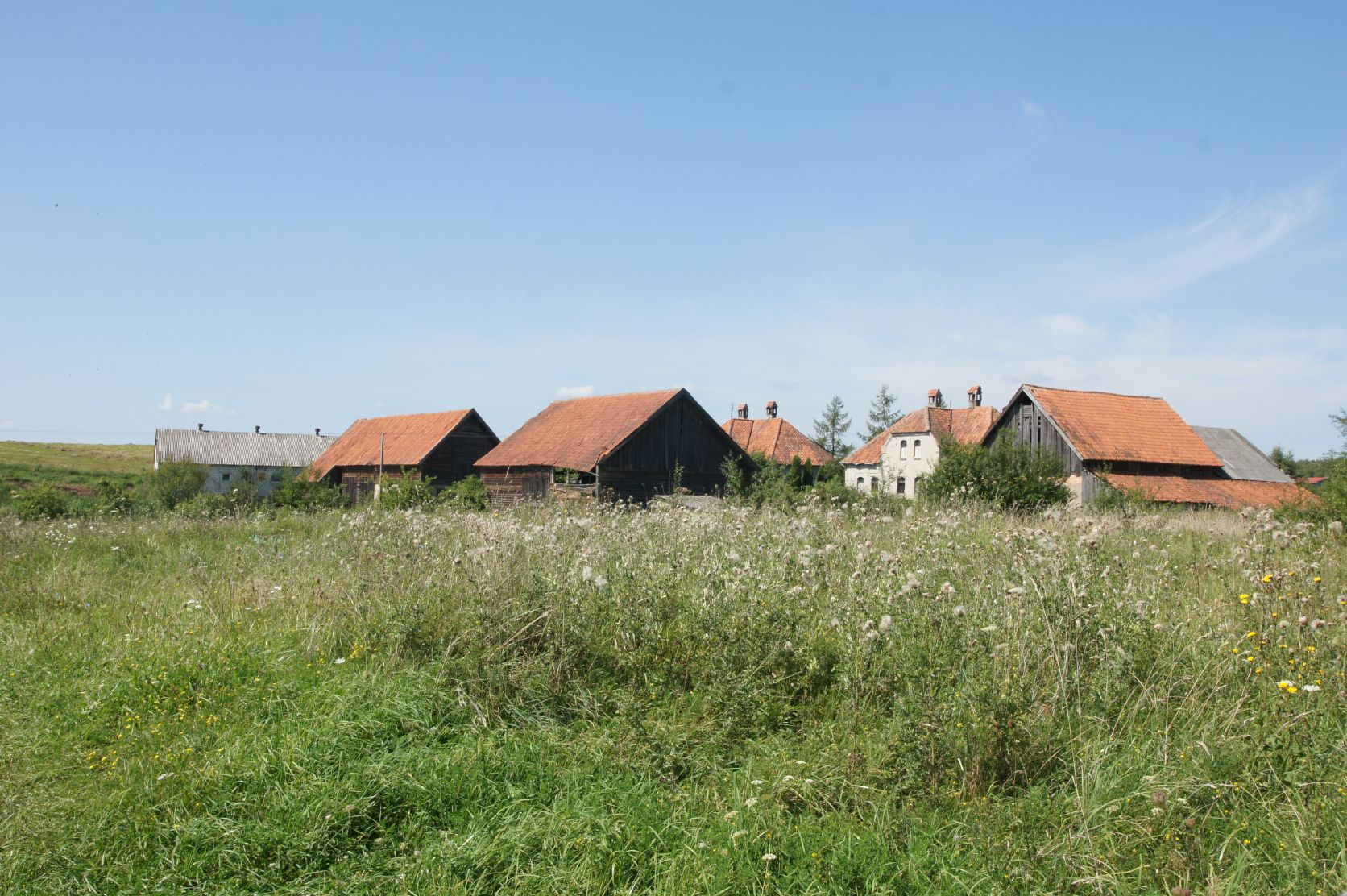
Królowa Wola (2024)

Królowa Wola (deutsch Krolowolla, 1926 bis 1945 Königswalde) ist ein Dorf in der polnischen Woiwodschaft Ermland-Masuren, das zur Gmina Stare Juchy (Landgemeinde (Alt) Jucha, 1938 bis 1945 Fließdorf) im Powiat Ełcki (Kreis Lyck) gehört.

## Geographische Lage
Królowa Wola liegt in der östlichen Woiwodschaft Ermland-Masuren, neun Kilometer nordwestlich der Kreisstadt Ełk (deutsch Lyck).

## Geschichte
Das vor 1785 Krollowollen, bis 1871 Krolowollen und bis 1926 Krolowolla genannte kleine Dorf wurde im Jahre 1579 gegründet. 
Von 1874 bis 1945 war der Ort in den Amtsbezirk Grabnick (polnisch Grabnik) eingegliedert, der zum Kreis Lyck im Regierungsbezirk Gumbinnen (ab 1905: Regierungsbezirk Allenstein) in der preußischen Provinz Ostpreußen gehörte. Im gleichen Zeitraum war Krlowolla in das Standesamt Grabnick einbezogen. Am 1. Dezember 1910 waren hier 180 Einwohner registriert.
Aufgrund der Bestimmungen des Versailler Vertrags stimmte die Bevölkerung im Abstimmungsgebiet Allenstein, zu dem Krolowolla gehörte, am 11. Juli 1920 über die weitere staatliche Zugehörigkeit zu Ostpreußen (und damit zu Deutschland) oder den Anschluss an Polen ab. In Krolowolla stimmten 140 Einwohner für den Verbleib bei Ostpreußen, auf Polen entfielen keine Stimmen.
Krolowolla wurde am 22. September 1926 in „Königswalde“ umbenannt. Die Zahl der Einwohner belief sich 1933 auf 230 und betrug 1939 noch 227.
1945 wurde das Dorf in Kriegsfolge mit dem gesamten südlichen Ostpreußen nach Polen überstellt und erhielt die polnische Namensform „Królowa Wola“. Heute ist der Ort Sitz eines Schulzenamtes (polnisch Sołectwo) und somit eine Ortschaft im Verbund der Landgemeinde Stare Juchy ((Alt) Jucha, 1938 bis 1945 Fließdorf) im Powiat Ełcki (Kreis Lyck), bis 1998 der Woiwodschaft Suwałki, seither der Woiwodschaft Ermland-Masuren zugeordnet.

## Religionen
Bis 1945 war Krolowolla in die evangelische Kirche Grabnick (polnisch Grabnik) in der Kirchenprovinz Ostpreußen der Kirchenprovinz Ostpreußen der Kirche der Altpreußischen Union sowie in die römisch-katholische Kirche Lyck (polnisch Ełk) im Bistum Ermland eingepfarrt.
Heute gehört Królowa Wola katholischerseits zur Pfarrei Grabnik im Bistum Ełk der Römisch-katholischen Kirche in Polen. Die evangelischen Kirchenglieder halten sich zur Kirchengemeinde in der Kreisstadt Ełk, einer Filialgemeinde der Pfarrei Pisz (deutsch Johannisburg) in der Diözese Masuren der Evangelisch-Augsburgischen Kirche in Polen.

## Verkehr
Królowa Wola ist von der Nebenstraße Woszczele/DW 656–Bałamutowo über eine Stichstraße in östlicher Richtung zu erreichen. 
Woszczele ist auch die nächste Bahnstation und liegt an der Bahnstrecke Korsze–Białystok.